# NGC 3226
NGC 3226 est une galaxie elliptique située dans la constellation du Lion. NGC 3226 a été découverte par l'astronome germano-britannique William Herschel en 1784.

## Description
Sa vitesse par rapport par rapport au fond diffus cosmologique est de 1 638 ± 23 km/s, ce qui correspond à une distance de Hubble de 24,2 ± 1,7 Mpc (∼78,9 millions d'al).
NGC 3226 a été utilisée par Gérard de Vaucouleurs comme une galaxie de type morphologique E1 dans son atlas des galaxies,.
NGC 3226 est une galaxie LINER b, c'est-à-dire une galaxie dont le noyau présente un spectre d'émission caractérisé par de larges raies d'atomes faiblement ionisés. C'est aussi une galaxie active de type Seyfert 3.
À ce jour, 11 mesures non basées sur le décalage vers le rouge (redshift) donnent une distance de 33,755 ± 12,665 Mpc (∼110 millions d'al), ce qui est à l'intérieur des valeurs de la distance de Hubble. Notons cependant que c'est avec la valeur moyenne des mesures indépendantes, lorsqu'elles existent, que la base de données NASA/IPAC calcule le diamètre d'une galaxie et qu'en conséquence le diamètre de NGC 3226 pourrait être d'environ 22,2 kpc (∼72 400 al) si on utilisait la distance de Hubble pour le calculer.

## Le noyau de NGC 3226
NGC 3226 est une galaxie galaxie à noyau actif (AGN). D'importantes sources d' émission à la fois d'ondes radio et de rayons X qui semblent provenir d'un rayonnement synchrotron généré lorsque des particules chargées se déplaçant à grande vitesse dans un champ magnétique. Un tel rayonnement synchrotron peut se produire autour d'un trou noir supermassif. L'intensité des émissions rayon X de NGC 3226 est variable, ce qui est aussi une caractéristique attendue dans l'environnement d'un trou noir supermassif.

## Interaction avec la galaxie NGC 3227

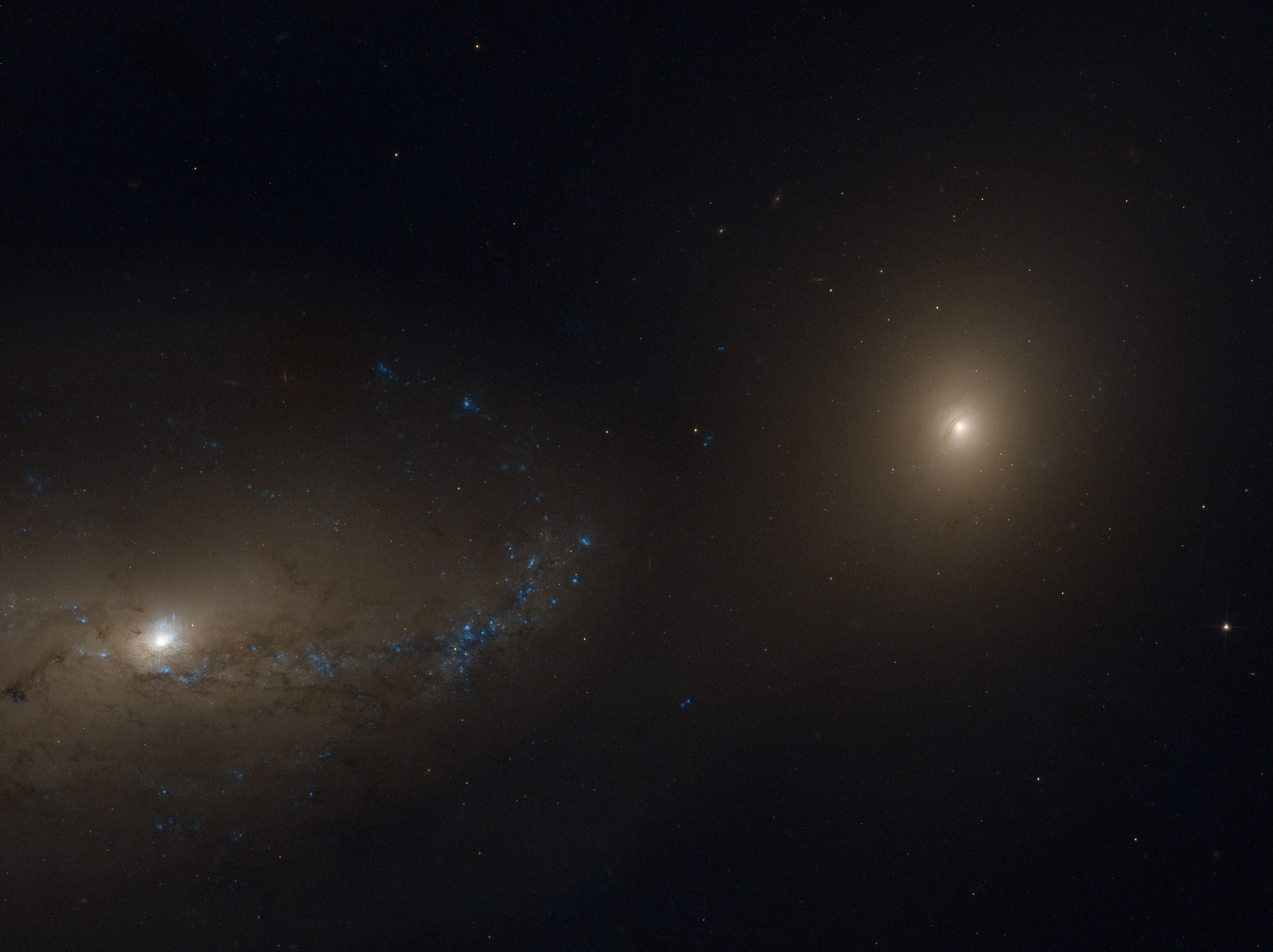
En compagnie de NGC 3227, NGC 3226 forme le couple désigné comme Arp 94.

NGC 3226 et NGC 3227 figurent ans l'atlas des galaxies particulières de Halton Arp sous la cote Arp 94. Selon E.L. Turner, les galaxies NGC 3226 et NGC 2780 forment une paire de galaxies rapprochées. Également selon Vaucouleurs et Corwin, elles forment une paire de galaxies.
Même si les galaxies NGC 3226 et NGC 3227 semblent se chevaucher, ce qui a fait dire à Halton Arp que c'est un exemple de galaxie spirale (NGC 3227) avec une compagne elliptique, rien n'indique que celles-ci soient en interaction gravitationnelle. D'ailleurs, la distance entre ces deux galaxies est relativement grande, soit environ 11 millions d'années-lumière et une étude publiée en 2006 révèle qu'il y a très peu de gaz moléculaire dans NGC 3226 et qu'elle n'a pas acquis de gaz en provenance de NGC 3227. Ces deux galaxies forment peut-être une paire de galaxies, mais elles ne semblent pas en interaction gravitationnelle.

## Supernova
La supernova SN 1976K a été découverte dans NGC 3226 le 21 décembre 1976 par A. R. Klemola de l'observatoire Lick. Le type de cette supernova n'a pas été déterminé.

## Groupe de NGC 3227
NGC 3226 fait partie du groupe de NGC 3227. En plus de NGC 3213 et de NGC 3227, ce groupe comprend au moins 14 autres galaxies dont NGC 3162, NGC 3177, NGC 3185, NGC 3187, NGC 3190, NGC 3193, NGC 3213, NGC 3227, NGC 3287 et NGC 3301.
Sur le site « Un Atlas de l'Univers », Richard Powell place cette galaxie dans le groupe de NGC 3227 avec 2 autres galaxies qui font aussi partie du groupe de NGC 3227 de Garcia, soit NGC 3227 et UGC 5675.